# نغازة الكبري (ويس)
نغازة الکبری (بالفارسية: نگازه بزرگ) هي منطقة سكنية تقع في إيران في قسم ويس الريفي. يقدر عدد سكانها بـ 135 نسمة بحسب إحصاء 2016.